# Lutold z Kroměříže
Lutold z Kroměříže (pol. Lutold z Kromieryża, něm. Lutold von Kremiser) († po roce 1329) byl slezský duchovní a zvolený, ale nepotvrzený biskup vratislavský.

## Život
Lutold pocházel z měšťanské rodiny z moravské Kroměříže, je však poprvé zmiňován až ve Slezsku roku 1304 jako scholaster, tj. správce školy, v Hlohově a kanovník kolegiátní kapituly u sv. Kříže ve Vratislavi. Později se stal rovněž kanovníkem vratislavské katedrální kapituly.
Od druhé poloviny 13. století se mezi slezským kněžstvem, a charakteristicky ve vratislavské katedrální kapitule, formovaly dvě zájmové skupiny: jedna orientovaná politicky na Polsko a na hnězdenskou metropoli, pod niž vratislavské biskupství náleželo, etnicky zejména slovanská (slezská či polská); a jedna orientovaná na místní (dolnoslezská) knížata a městský patriciát a postupně též na českého krále, etnicky spíše německá. Tyto skupiny se na půdě kapituly střetly již při volbě biskupa Jana III. Romky (1292-1301) a jeho nástupce Jindřicha I. z Vrbna (1302-1319). Když pak 23. listopadu 1319 Jindřich z Vrbna zemřel, nemohla se kapitula při volbě dne 25. prosince 1319 shodnout na jediném kandidátovi a zatímco "polská" část zvolila Víta z Habdanku, "německá" část zvolila jako protikandidáta Lutolda z Kroměříže.
Hnězdenský arcibiskup Janislav uznal volbu Víta z Habdanku a vysvětil jej na biskupa, avšak Lutoldovi zastánci podali proti volbě stížnost papeži Janu XXII. Díky podpoře knížat mohl Lutold dokonce na části území vykonávat biskupské pravomoci. Proces u papežské kurie se však vlekl sedm let a žádný z obou zvolených biskupů nezískal potvrzení a nemohl se fakticky ujmout úřadu. Diecézi mezitím spravoval jako administrátor in temporalibus Mikuláš z Banče.
Roku 1325 se Vít z Habdanku svých nároků vzdal a zanedlouho zemřel. Rovněž Lutpold z Kroměříže na konci téhož roku nebo na začátku roku příštího na biskupství rezignoval. Novým vratislavským biskupem byl zvolen dosavadní krakovský biskup Nanker z Oxy. Lutold z Kroměříže se naposledy připomíná roku 1329.